# Saint-Martin-du-Bec

Saint-Martin-du-Bec este o comună în departamentul Seine-Maritime, Franța. În 1 ianuarie 2022 avea o populație de 650 de locuitori.